# Franz Schwepfinger
Franz Friedrich Carl Schwepfinger, auch Karl, auch Schwöbfinger (* 4. Dezember 1801 in Eisenberg; † 21. April 1871 in Ponitz) war ein deutscher Theologe, Pädagoge und Politiker.

## Leben
Als Sohn eines Uhrmachers geboren, besuchte Schwepfinger das Lyzeum in Eisenberg und das Friedrichs-Gymnasium Altenburg. Er studierte Evangelische Theologie und Philologie in Jena. Während seines Studiums wurde er 1820 Mitglied der Jenaischen Burschenschaft. Nach seinem Kandidatenexamen war er als Hauslehrer in Jena und auf dem Rittergut Reichstädt bei Dippoldiswalde tätig. 1826 wurde er Collaborator für Bendel und 1828 Subrektor am Lyzeum in Eisenberg. Von 1832 bis 1845 war er dort als Rektor tätig. 1845 wurde er Archidiakon in Ronneburg, 1847 Pfarrer in Ponitz.
1848 wurde er in den Landtag des Herzogtums Sachsen-Altenburg gewählt, dem er bis 1850 angehörte. Er gehörte dort der vermittelnden Partei an und wurde in der 1. Sitzung des Landtags vom 27. Juni 1848 zum Landtagsvizepräsidenten sowie zum Mitglied der Finanzdeputation und der Deputation für Kirchen- und Schulwesen gewählt.

## Veröffentlichungen (Auswahl)
- De aetate Tyrtaei. Eisenberg 1835.
- Quaestio de Xenophontis loco Anab. I, 2, 12. Eisenberg 1844.
- Wege zur Erkenntnis Gottes: einige religions-philosophische Betrachtungen für Gebildete und Denker. Meerane 1865.